# Shannon Moore

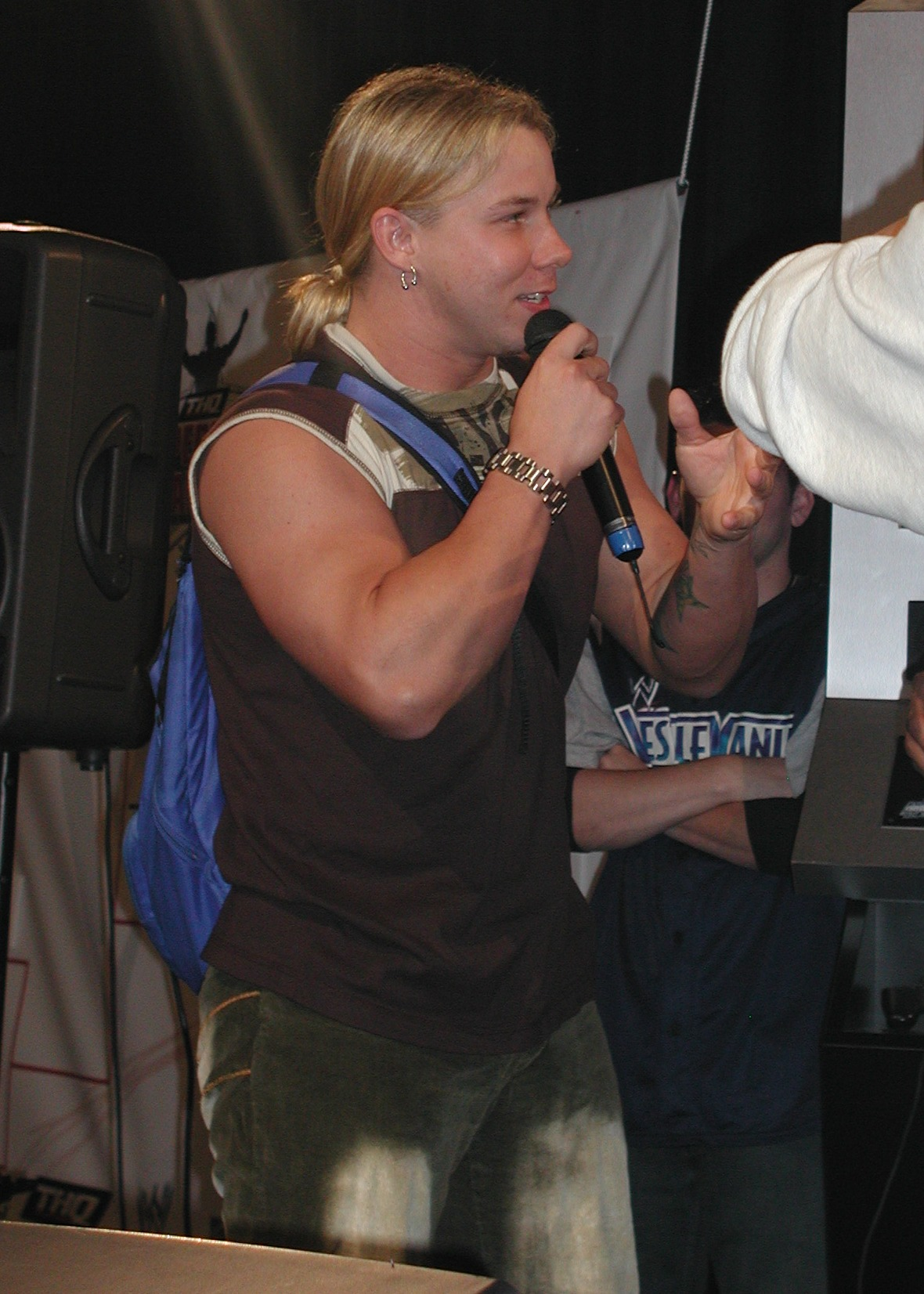
Shannon Moore

Shannon Brian Moore (27 de juliol de 1979) és un lluitador nord-americà que va treballar a la WWE a la lliga Smackdown!. Anteriorment va lluitar a l'ECW però no protagonitzà moltes lluites, ja que les seves úniques lluites van ser contra The Great Khali i va ser derrotat. Diverses lluites bastant bones contra CM Punk en la que alguna ocasió sortí guanyador, contra Daivari. A SmackDown! ha protagonitzat bones lluites i ha aconseguit derrotar a Jamie Noble, Funaki i en el tour que va passar per París a derrotar a Jimmy Wang Yang. El 23 de juliol de 2014 Shannon Moore anuncià a través de Twitter la seva retirada com a lluitador de wrestling i mostrà ganes de treballar com a road agent.